# Omicron1 Cygni
Omicron1 Cygni (ο1 Cygni, ο1 Cyg/31 Cygni, 31 Cyg/V695 Cygni) è un sistema stellare della costellazione del Cigno distante circa 600 anni luce dal sistema solare.

## Osservazione

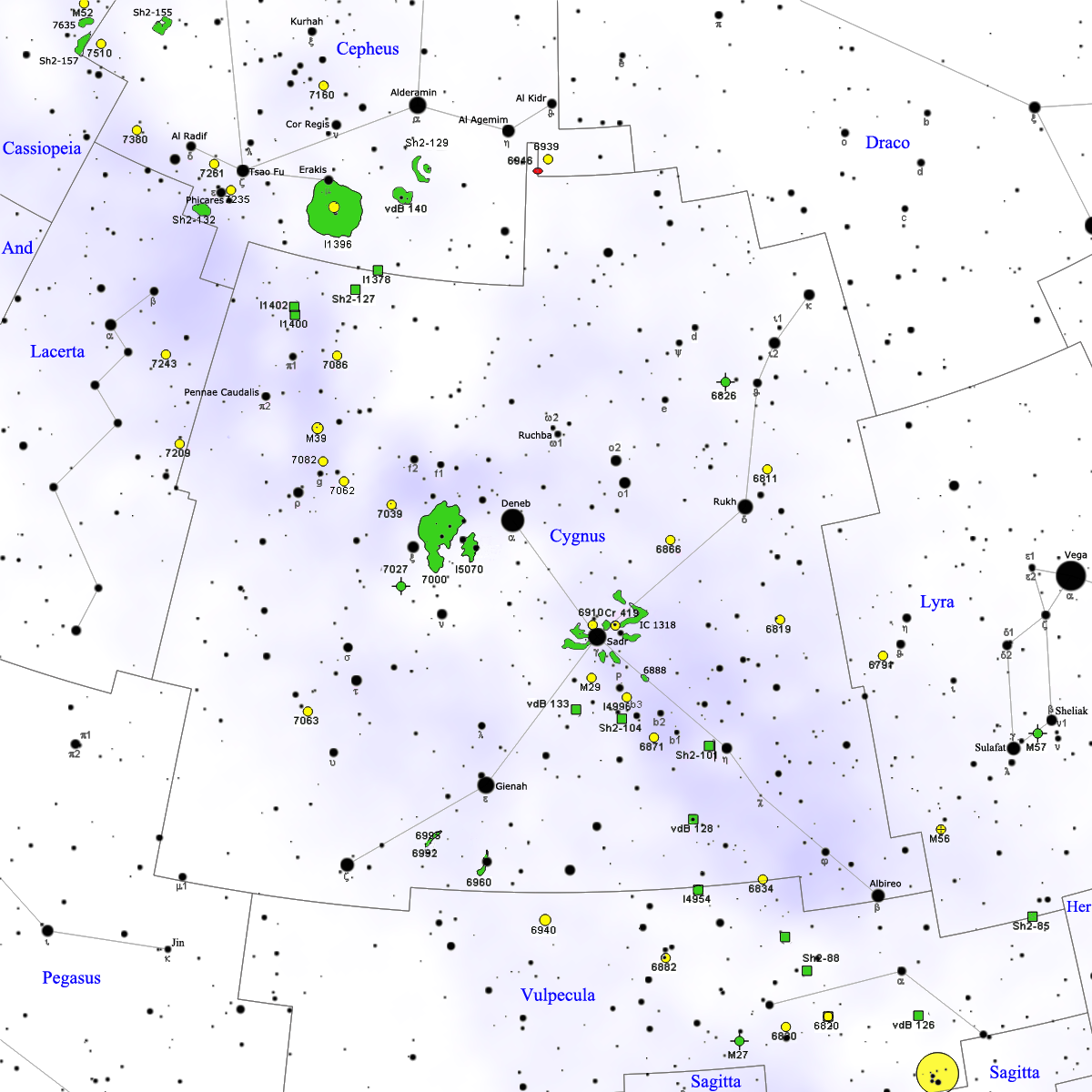
è la più meridionale della coppia di stelle poste a destra, leggermente in alto, di Deneb.

La sua posizione è fortemente boreale e ciò comporta che la stella sia osservabile prevalentemente dall'emisfero nord, dove si presenta circumpolare anche da gran parte delle regioni temperate; dall'emisfero sud la sua visibilità è invece limitata alle regioni temperate inferiori e alla fascia tropicale. Essendo di magnitudine +3,96, la si può osservare anche dai piccoli centri urbani senza difficoltà, sebbene un cielo non eccessivamente inquinato sia maggiormente indicato per la sua individuazione.
Il periodo migliore per la sua osservazione nel cielo serale ricade nei mesi compresi fra fine giugno e novembre; nell'emisfero nord è visibile anche per tutto l'autunno, grazie alla declinazione boreale della stella, mentre nell'emisfero sud può essere osservata in particolare durante i mesi del tardo inverno australe.
Per risolvere le componenti basta anche un potente binocolo: in realtà, la stella blu brillante a destra, 30 Cygni, non fa parte del sistema, essendo solo prospetticamente vicina a 31 Cygni: il sistema vero e proprio è composto da quest'ultima e da una stella di 4a magnitudine posta molto vicina alla primaria.

## Caratteristiche fisiche del sistema
ο1 Cygni è una binaria ad eclisse del tipo Algol formata da due componenti:
- 31 Cygni A: la componente principale del sistema; è una gigante brillante arancione di tipo spettrale K2II. Possiede una temperatura superficiale pari a 3900 K e una luminosità pari a 1800 volte quella solare. Ogni 10,32 anni la stella eclissa la sua compagna: il fenomeno perdura per 63 giorni[3];

- 31 Cygni B: è una stella bianco azzurra di sequenza principale, ma classificata alle volte anche come subgigante blu[2] di classe spettrale B3V/B3IV[2]; possiede una massa pari a 6-7 masse solari e una luminosità 1800 volte superiore a quella del Sole[3]. possiede un raggio 5,2 volte quello della nostra stella[4].

Dato che secondo le teorie evolutive le stelle di maggior massa evolvono più rapidamente di quelle di minor massa, e che è evidente che la gigante arancione è in uno stato evolutivo più avanzato, la sua minor massa attuale si deve ad un'enorme perdita di massa stellare nel corso della sua esistenza, lo stesso che è avvenuto per il sistema di Algol, il prototipo delle binarie a eclisse.
31 Cygni A è a sua volta un complesso sistema stellare, senza tuttavia che esistano legami fisici tra le componenti (probabilmente sono tutte doppie ottiche): la componente Aa-B è separata dalla primaria da 36,6"; la componente Aa-C da 107", mentre le componenti Aa-D e Aa-F rispettivamente da 337,5" e da 43,2".